# Gunnar Fant (borgmästare)
Gunnar Michael Fredriksson Fant, född 12 augusti 1879 i Stockholm, död 15 juni 1967 i Stockholm, var en svensk jurist och borgmästare.

## Biografi
Gunnar Fant blev student vid Uppsala universitet 1896 och juris kandidat där i maj 1902. Han var biträde åt domhavande i Marks, Vedens och Bollebygds häraders domsaga 1902–1905, rådman och notarius publicus i Nyköping 1906, extra ordinarie tjänsteman vid riksbankens kontor i Nyköping 15 april 1907 och blev den 28 december samma år tillförordnad ombudsman där. Han var sekreterare hos stadsfullmäktige, drätselkammaren och hamndirektionen i Nyköping. Han var borgmästare där 1917–1931 och i Stockholms stad 1931–1949. Fant var ledamot i styrelsen för Södermanlands stadshypoteksförening, ledamot och föredragande i Svenska stadsförbundets finansråd och sekreterare i Södermanslands läns landsting. 
Tillsammans med Evert Taube och skeppsredare Sven Salén var Fant med och grundade samfundet Visans vänner och var dess förste preses.

## Familj
Gunnar Fant var son till direktör Fredrik Fant (1852–1921) och Gully Fant, född Wettergren 1851, samt far till direktör Fred Fant, professor Gunnar Fant, köpman Michael Fant och Marianne Fant (gift Abelin). Han gifte sig första gången 10 januari 1907 med Märta Norström, dotter till major Carl Anders Norström och Fanny Maria, född Carlsson. Äktenskapet upplöstes 6 juli 1925. Han gifte sig andra gången i Stockholm 18 augusti 1925 med skådespelerskan Anna Theresia Hultberg, dotter till kopparslagarmästaren Olof Alfred Lindqvist och Anna Lovisa, född Nilsson.

## Utmärkelser
- Riddare av Vasaorden,  1921

[Redigera Wikidata]